# Ole Dorph
Masauna Ole Dorph (* 1955 in Ilulissat) ist ein grönländischer Politiker (Siumut) und Polizist.

## Leben
Ole Dorph wurde bis 1977 in Kopenhagen und Nuuk zum Polizisten ausgebildet, als der er fortan bis 2003 arbeitete, wobei er auch Vorsitzender der Grönländischen Polizeivereinigung war.
Er trat bei der Parlamentswahl 1987 als Zweiter Stellvertreter von Peter Grønvold Samuelsen an. 1989 wurde er erstmals in den Rat der Gemeinde Ilulissat gewählt. Nachdem Marianne Jensen zur Ministerin ernannt worden war, wurde Ole Dorph 1991 zu ihrem Nachfolger als Bürgermeister der Gemeinde Ilulissat gewählt. 1993 und 1997 wurde er wiedergewählt. Bei der Parlamentswahl 1995 kandidierte er als Erster Stellvertreter von Hans Iversen und bei der Folketingswahl 1998 als Erster Stellvertreter von Jørgen Wæver Johansen. 2001 schied er als Bürgermeister der Gemeinde Ilulissat aus, blieb aber im Gemeinderat. Kurz darauf wurde er im September 2001 zum Minister für Soziales und Arbeitsmarkt im Kabinett Motzfeldt VII ernannt. Nachdem die Regierung im Dezember 2001 zerbrach, übte er das Amt auch im nachfolgenden Kabinett Motzfeldt VIII aus. Bei der Parlamentswahl 2002 trat er erstmals selbst an und wurde ins Inatsisartut gewählt. 2005 trat er weder bei der Parlamentswahl noch bei der Kommunalwahl an und schied somit aus dem Inatsisartut und dem Gemeinderat aus.
2003 wurde er zum Vizevorsitzenden der Fluggesellschaft Air Alpha Greenland, wo er bereits seit 1997 im Aufsichtsrat gesessen hatte, bevor sie 2006 von Air Greenland übernommen wurde. Von 2007 bis 2008 war er Aufsichtsratsvorsitzender bei Grönlands Tourismus- und Erwerbsrat. Von 2007 bis 2010 war er zudem Direktor der Disko Line. Nachdem er von 2008 bis 2010 bereits im Aufsichtsrat gesessen hatte, war er von 2010 bis 2013 auch Aufsichtsratsvorsitzender bei Rodebay Fish. 2011 wurde er noch Vorsitzender der Seefahrtsschule in Paamiut und Aufsichtsratsmitglied bei der Sermitsiaq. 2012 war er kurzzeitig Vorsitzender von Halibut Greenland.
2013 gab er alle seine Posten auf und kandidierte bei der Kommunalwahl, bei der er zum Bürgermeister der Qaasuitsup Kommunia gewählt wurde. Zeitgleich wurde er zudem Mitglied der KANUKOKA. Die Kommune wurde 2017 aufgelöst und Ole Dorph kandidierte nicht mehr bei der Kommunalwahl. Stattdessen trat er bei der Parlamentswahl 2018 an und erreichte den fünften Nachrückerplatz der Siumut, von wo aus er aber nicht ins Inatsisartut einziehen konnte. Bei der Wahl 2021 trat er nicht mehr an.
Ole Dorph und seine Frau Helene haben drei erwachsene Kinder.